# یوهان گوتلوب لایدن‌فروست
یوهان گوتلوب لایدن‌فروست (به آلمانی: Johann Gottlob Leidenfrost) (زاده ۲۷ نوامبر ۱۷۱۵ - درگذشته ۲ دسامبر ۱۷۹۴)، فیزیک‌دان، الهی‌دان و آلمانی بود که برای نخستین بار به توضیح و توجیه پدیده لایدن‌فروست پرداخت.
وی در ۲۷ نوامبر ۱۷۱۵ میلادی در روسپروندا در شهرستان استولبرگ آلمان به دنیا آمد. پدر او یوهان هاینریش لایدن‌فروست وزیر شناخته شده‌ای بود.

## پدیده لایدن‌فروست
این پدیده زمانی اتفاق می‌افتد که یک مایع در نزدیکی سطحی بسیار داغتر از دمای جوش آن مایع قرار بگیرد. در این صورت در زیر مایع و بین آن با فلز (یا هر سطح دیگری) یک لایه کوچکی از بخار قرار گرفته و جلوی تبخیر سریع آن مایع را می‌گیرد.